# Sossen Krohg
Sossen Krohg, född 18 december 1923 i Oslo, död 12 februari 2016, var en norsk skådespelerska.
Krohg avlade examen vid Det Norske Teaters teaterskole 1946, och blev därefter engagerad vid Det Norske Teater. Hon engagerades senare vid Folketeateret där hon blev kvar till 1960. Hon var gift med konstnären Guy Krohg.

## Filmografi (urval)
- 1949 – Kärlek blir din död
- 1975 – Eddie och Suzanne
- 1977 – Den tysta majoriteten
- 1991 – Måker
- 1994 – Drömspel
- 1998 – Gurin med rävsvansen
- 1998 – Hotel Cæsar (TV-serie)
- 1999 – Magnetisörens femte vinter